# Joanna Going
Joanna C. Going (22 de julho de 1963) é uma atriz de televisão e cinema americana.

## Infância
Going nasceu em Washington, D.C., a mais velha de seis filhos de Lorraine, uma despachante da polícia, e John Burke Going, um deputado estadual e advogado. Ela foi criada em Newport, Rhode Island, e se formou na Rogers High School em 1981. Going estudou Emerson College por dois anos, antes de estudar na American Academy of Dramatic Arts.

## Carreira
Going apareceu em várias novelas no final da década de 1980, notavelmente Another World de 1987 até 1989. Pela maior parte das décadas de 1990 e 2000, ela estrelou em filmes feitos para a televisão, filmes de cinema e séries de televisão. Entre os filmes destacam-se Phantoms (1998), Runaway Jury (2003) e The Tree of Life (2011), junto com Sean Penn.

## Vida pessoal
Going foi casada com o ator Dylan Walsh de outubro de 2004 até dezembro de 2010. Eles tem uma filha, Stella.

## Filmografia
| Ano  | Título                        | Papel              |
| ---- | ----------------------------- | ------------------ |
| 1994 | Wyatt Earp                    | Josie Marcus       |
| 1995 | A Good Day to Die             | Rachel             |
| 1995 | How to Make an American Quilt | jovem Em Reed      |
| 1996 | Keys to Tulsa                 | Cherry             |
| 1997 | Inventing the Abbotts         | Alice Abbott       |
| 1998 | Heaven                        | Jennifer Marling   |
| 1998 | Phantoms                      | Jennifer Paige     |
| 1998 | Still Breathing               | Rosalyn Willoughby |
| 2001 | Lola                          | Sandra             |
| 2002 | Home Alone 4                  | Natalie            |
| 2003 | Runaway Jury                  | Celeste Wood       |
| 2011 | The Tree of Life              | Esposa de Jack     |
| 2014 | Love & Mercy                  |                    |